# Street Fighter EX2
Street Fighter EX2 (ストリートファイターEX2?) är ett man mot man-fightingspel med 3D-grafik, samproducerat av Capcom och Arika, och ursprungligen släppt 1998 som arkadspel till arkadmaskinen Sony ZN-2. Spelet är en uppföljare till Street Fighter EX, en 3D-spinoffvariant på den Street Fighter-serien.  En uppdaterad version vid namn Street Fighter EX2 Plus släpptes 1999 såväl i arkadhallar som Playstation.

### Fotnoter
1. ↑  ”Arkiverade kopian”. Arkiverad från originalet den 3 mars 2016. https://web.archive.org/web/20160303234758/http://www.psxextreme.com/scripts/reviews/review.asp?revID=92&letter=S. Läst 10 juni 2012.